# Meliponini
Meliponini — триба перетинчастокрилих комах родини бджолиних (Apidae). Включає близько 50 пологів та 500 видів.

## Поширення
Представники триби поширені в тропічних або субтропічних регіонах світу, таких як Австралія, Африка, Південно-Східна Азія та тропічна Америка.

## Опис
Meliponini (безжалі бджоли) мають маленьке рудиментарне жало, яке непридатне для оборони. Замість нього ці бджоли використовують для захисту укуси щелепами, які містять залози з мурашиною кислотою, або виділення відлякуючої рідини. Так само як медоносні бджоли і джмелі, Meliponini виробляють мед та віск. Це соціальні комахи, що будують великі колонії в порожнинах дерев, термітниках, тріщинах скель.

## Роди
Aparatrigona 

Apotrigona 

Austroplebeia 

Axestotrigona

Camargoia

Celetrigona

Cephalotrigona

Cleptotrigona

†Cretotrigona

Dactylurina

Dolichotrigona

Duckeola

†Exebotrigona

Friesella

Frieseomelitta

Geniotrigona

Geotrigona

Heterotrigona

Homotrigona

Hypotrigona

†Kelneriapis

Lepidotrigona

Lestrimelitta

Leurotrigona

Liotrigona

†Liotrigonopsis

Lisotrigona

Lophotrigona

Meliplebeia

Melipona

†Meliponorytes

Meliponula

Meliwillea

Mourella

Nannotrigona

Nogueirapis

Odontotrigona

Oxytrigona

Papuatrigona

Paratrigona

Pariotrigona

Paratrigonoides

Partamona

Plebeia

Plebeina

†Proplebeia

Ptilotrigona

Scaptotrigona

Scaura

Schwarziana

Tetragona

Tetragonisca

Tetragonula

Trichotrigona

Trigona

Trigonisca

Wallacetrigona